# ميرفين بيشوب
ميرفين بيشوب (بالإنجليزية: Mervyn Bishop)‏ هو مصور أسترالي، ولد في 1945 في Brewarrina ‏ في أستراليا.